# Apalis chapini
Apalis chapini е вид птица от семейство Cisticolidae.

## Разпространение
Видът е разпространен в Малави, Танзания и Замбия.